# Кенкарта
Кенкарта (дословно — Распознавательная карта, от нем. Kennkarte, пол. Kenkarta или Karta Rozpoznawcza) — основной документ, удостоверяющий личность во время Третьего рейха. Внедрена министром внутренних дел Вильгельмом Фриком 22 июля 1938 года (RGBl. I P. 913) как «общая внутренняя идентификационная карточка полиции». Положение вступило в силу 1 октября 1938 года. Во время Второй мировой войны Германия выдавала кенкарты не только своим гражданам, но и некоторым гражданам завоёванных стран.

## Описание

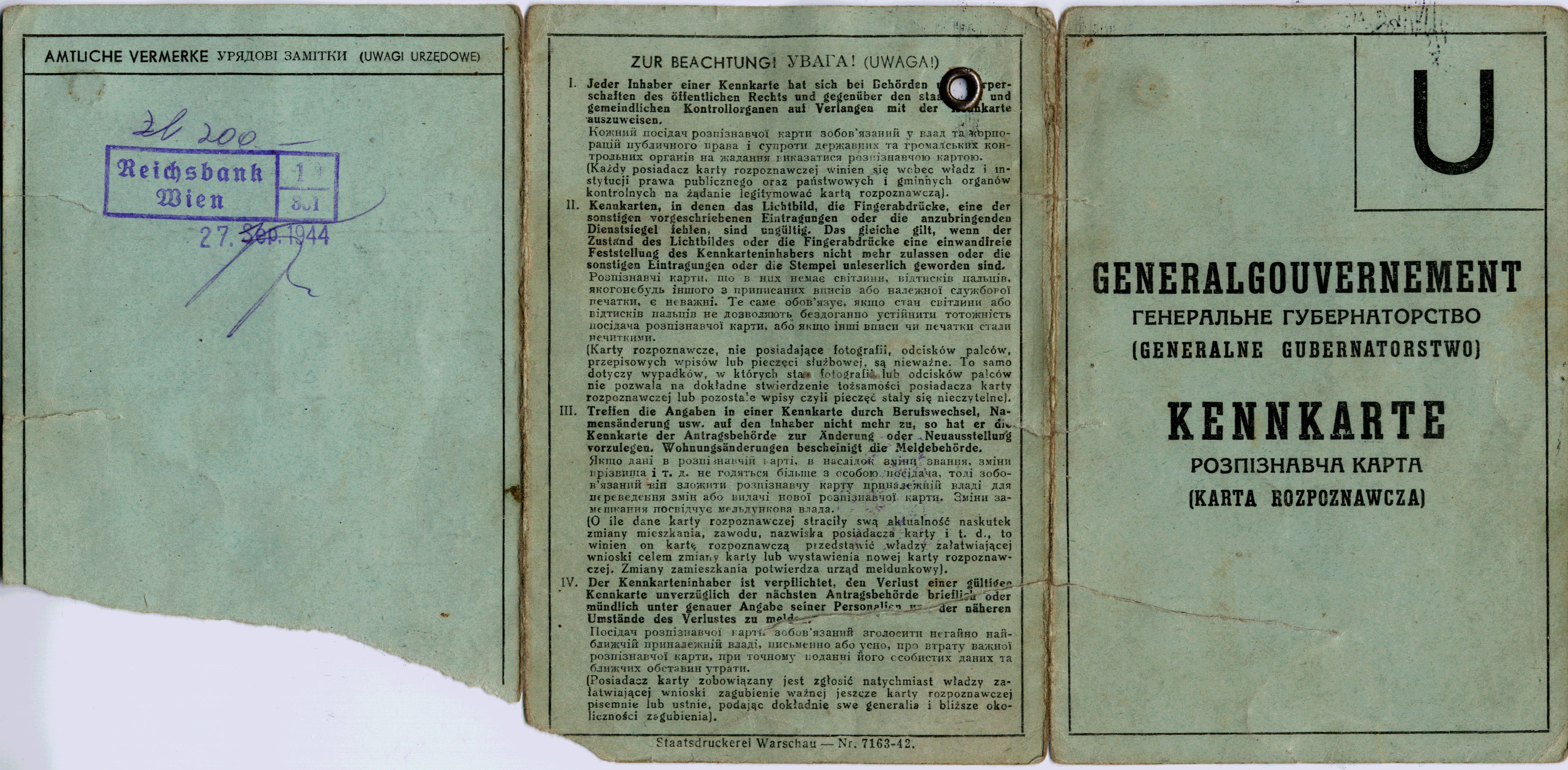
Внешний вид кенкарты

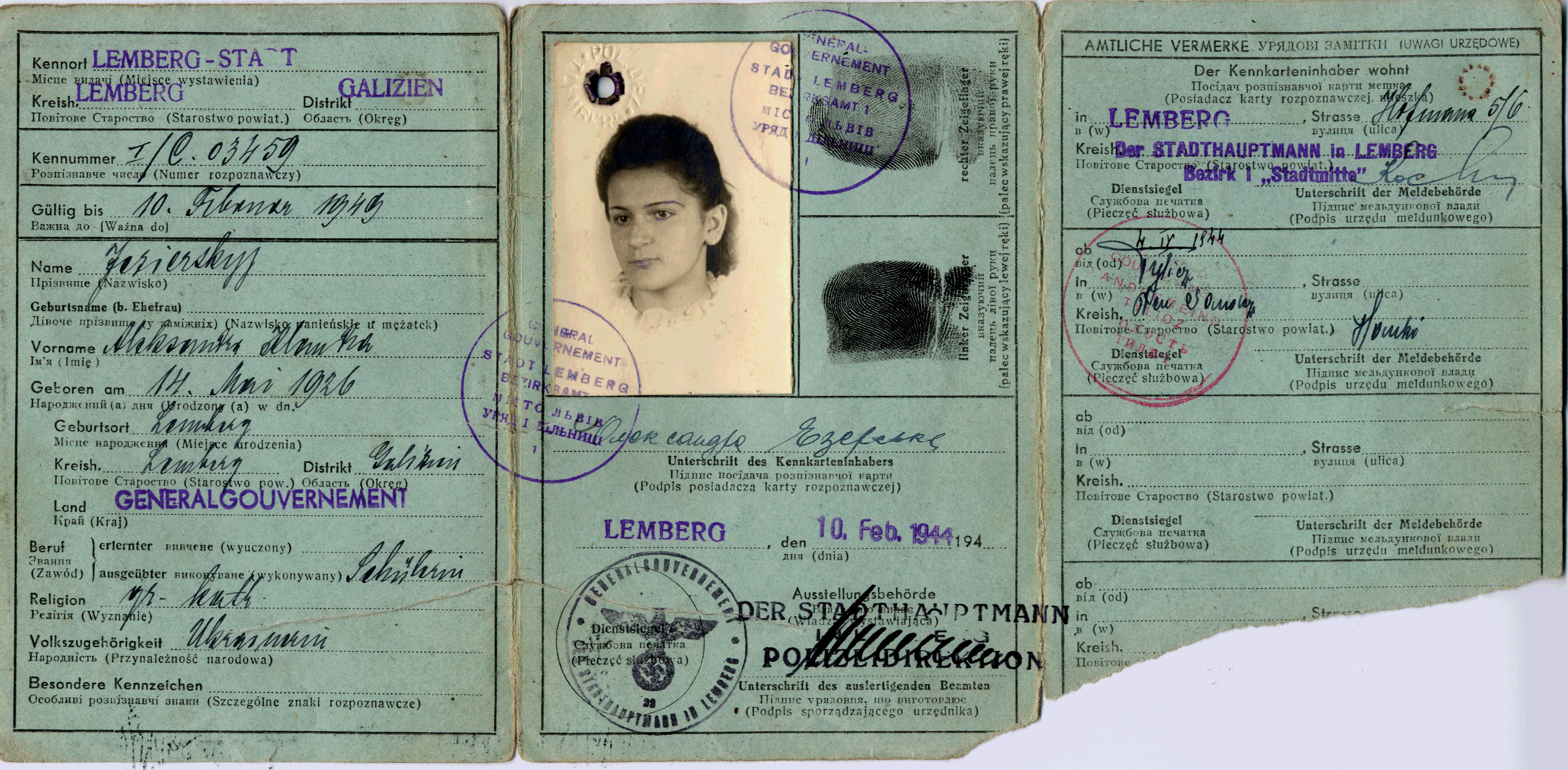
Кенкарта Александры Клавдии Мельник (Езерской), выдана в 1944 году в Лемберге. Бланк составлен на трёх языках: немецком, украинском и польском

Кенкарта была двухсторонней и изготовлена из листа тонкого картона формата DIN A6 размерами 29,4 × 14,0 сантиметров, состояла из трёх частей и складывалась в трёхстраничную книжку размерами 14,0 × 9,8 сантиметров. В кенкарту крепилась фотография при помощи пикколо и делались отпечатки пальцев, указывались фамилия и имя, место рождения, место прописки, место работы владельца.
В новых удостоверениях личности был также раздел о профессии. Поэтому, например, художники, которые не регистрировались в Отделе пропаганды, указывали там фиктивную профессию (Ян Пардандовский написал «канцелярист»). Кроме того, в кенкарте присутствовала информация о религии владельца.
Кенкарты были разного цвета в зависимости от этнической принадлежности носителя. Для поляков, например, они были серые как для немцев, для евреев и цыган — жёлтые, для русских, украинцев, белорусов, гуралей, грузинов — синие.
Кроме того, были введены буквы: J — для евреев, R — для русских, U — для украинцев, W — для белорусов, К — для грузинов, G — для гуралей, Z — для цыган.

## Получение и применение
Введение кенкарт проходило в три этапа:
- гражданам Германии мужского пола за три месяца до восемнадцатилетия (вступление на обязательную военную службу);
- гражданам Германии старше 15 лет, подающим заявку на участие в малом приграничном движении;
- евреям в рамках определения первого положения Закона о гражданстве Рейха.

Для последней категории существовал ряд ограничений:
- евреи должны были сообщить о своей национальности при подаче заявления;
- по достижении пятнадцатилетнего возраста они должны были предъявлять кенкарту при официальном запросе;
- при общении с чиновниками они должны были сообщать о своей национальности и предоставлять кенкарту для проверки;
- пошлина на выдачу удостоверений личности евреям никогда не опускалась меньше трёх рейхсмарок.

Кенкарта обычно получалась в офисе полиции. Для получения кенкарты заявитель должен был заполнить заявление и предоставить свидетельство о рождении, в определённых случаях свидетельство о заключении брака, а также сделать отпечатки пальцев. Каждый гражданин Германии должен был иметь при себе кенкарту и предъявлять её при встрече с чиновниками или полицией.
Для получения серой кенкарты поляки должны были делать официальное заявление о своей арийской этнической принадлежности.
Кенкарты изготавливались в двух экземплярах, один из которых оставался в полиции.
Пошлина на изготовление кенкарты составляла 3 рейхсмарки, но в некоторых случаях могла быть уменьшена до 1 рейхсмарки или отменена вовсе.

## Кенкарта на оккупированных территориях
Во время немецкой оккупации Польши кенкарты выдавались немецкими оккупационными властями в соответствии с постановлением Ганса Франка от 26 октября 1939 года всем негерманским жителям Генерал-губернаторства, достигшим возраста пятнадцати лет.
В начальный период оккупации действительным удостоверением личности была польская идентификационная карта. Соответствующие исполнительные распоряжения появились относительно поздно, 13 июня 1941 года. Власти решили выпустить кенкарты, вероятно, из-за распространённости поддельных польских удостоверений личности. До конца 1942 года все граждане не смогли получить новые документы, и кампания была продлена до 1 апреля 1943 года. Последняя кенкарта на территории Польши была выдана в 1943 году.
Благодаря тому, что польские официальные лица участвовали в процедуре выдачи новых документов, можно было получить поддельную кенкарту. Это позволило легализовать новые личности членов движения Сопротивления или скрывающихся евреев.
Во время оккупации наряду с Армией Крайовой и Представительством Правительства на Родине, специализировавшимися на подделке документов, существовали подпольные предприятия по производству фальшивок. Кенкарты можно было купить в киосках и на торговых площадях с начальной ценой в 500 злотых.
Гестапо в 1943 году заявило, что в самой столице около 150 000 жителей обладали фальшивыми документами. В начале 1942 года главное командование Армии Крайовой подсчитало, что у каждого десятого жителя была поддельная кенкарта.

## Послевоенный период
После окончания Второй мировой войны в Германии в удостоверение личности были внесены изменения законами и распоряжениями союзных военных администраций, в частности, была отменена дискриминация по расовому признаку.
Вначале использовались удостоверения личности, выданные Третьим рейхом. Национальная эмблема, содержащаяся на обложке (нацистский орёл со свастикой), была заклеена бланком, содержащим текст «Эта карта временно остаётся в силе», а также дату и официальное название правительства.
В Федеративной Республике Германии с момента вступления в силу Основного закона существует законодательная база федерального правительства для системы регистрации и идентификации. Исходя из этого, в 1951 году был принят Федеральный закон «О удостоверениях личности». Это привело к окончательной замене кенкарты удостоверением личности.
Слово «кенкарта» иногда используется пожилым населением для обозначения удостоверения личности.
Если до сих пор сохранились дублирующие удостоверения личности, хранящиеся у местных властей, они часто являются единственным способом установления личностей жертв Холокоста.

## Интересный факт
В Варшаве была шутка, что первая облава на торговую площадь Керцелаку была организована после того, как губернатору Фишеру было предложено купить его «собственную» кенкарту во время инспекции.